# Live and Rare (альбом Korn)
Live and Rare — альбом-збірка ню-метал-групи Korn, що вийшов 9 травня 2006.

## Про альбом
Live and Rare містить 13 треків — сім з концерту в CBGB, Нью-Йорк у 2003, які також увійшли в спеціальне видання Greatest Hits vol. 1, два з концерту Woodstock 1999, три кавер-версії (прихований трек з Follow The Leader, прихований трек з Take A Look In The Mirror), і «Proud» з саундтрека до фільму «Я знаю, що ви зробили минулого літа». Збірник вийшов після припинення співпраці з Sony BMG Records, тому у групи не було вимог до списку пісень на альбомі. Оскільки альбом не містив нового матеріалу, і більшу частину треків можна було знайти на інших альбомах групи, результати продажів альбому виявилися розчаровують. На 31 травня 2006 року було продано близько 52.000 копій по США.

## Список композицій
1. «Did My Time» (Live) (альбом Take A Look In The Mirror) — 4:12
2. «Blind (song)|Blind» (Live) (альбом Korn) — 4:12
3. «Falling Away from Me» (Live) (альбом Issues) — 3433
4. «Right Now» (Live) (альбом Take A Look In The Mirror) — 3:05
5. «Got the Life» (Live) (Follow The Leader) — 4:06
6. «Here to Stay» (Live) (альбом Untouchables — 4:20
7. «Freak on a Leash» (Live) (Follow The Leader) — 4:25
8. «Another Brick in the Wall, частини (1,2,3)» (Live) (альбом Greatest Hits vol. 1) — 8:21
9. «One» (Live) (альбом Take A Look In The Mirror) — 4:27
10. «My Gift to You» (Live) (Follow The Leader) — 6:13
11. «A.D.I.D.A.S./Porno Creep» (Live) (альбом Life Is Peachy) — 3:50
12. «Earache My Eye³» (Follow The Leader) — 4:50
13. «Proud» — 3:26